# الهام صالحی
الهام صالحی (زاده ۲۶ فروردین ۱۳۴۷ در تهران) چهره‌پرداز اهل ایران است.

## فیلم‌شناسی

### طراح چهره‌پردازی
- پریدن از ارتفاع کم (۱۳۹۳)
- یک شهروند کاملاً معمولی (۱۳۹۳)
- آذر، شهدخت، پرویز و دیگران (۱۳۹۲)
- پرویز (۱۳۹۱)
- طبقه سوم (۱۳۸۸)
- فصل باران‌های موسمی (۱۳۸۸)
- دوزخ، برزخ، بهشت (۱۳۸۷)
- یک گزارش واقعی (۱۳۸۷)
- مرد بارانی (۱۳۷۸)

### چهره‌پرداز
- روز برمی آید (۱۳۸۵)
- تردست (۱۳۸۳)
- اثیری (۱۳۸۰)
- ساقی (۱۳۸۰)
- نان و عشق و موتور ۱۰۰۰ (۱۳۸۰)
- آبی (۱۳۷۹)
- شراره (۱۳۷۸)
- شوخی (۱۳۷۸)
- عشق + ۲ (۱۳۷۷)
- هتل کارتن (۱۳۷۵)